# 吉川晴夫
吉川 晴夫（きっかわ はるお）は、日本の高等学校教諭、学校長。元静岡県教育委員会教育長。常葉学園大学第2代学長。

## 人物・来歴
静岡県立静岡中学校卒業。1953年（昭和28年）から1971年（昭和46年）までの長きに亘り、母校の静岡高校で国語科の教員、また教頭として教鞭を執った。1977年（昭和52年）から1981年（昭和56年）まで、静岡高校学校長を務めた後、静岡県教育委員会教育長。1990年（平成2年）から1996年（平成6年）まで常葉学園大学学長を務めた。